# Megachile ituriana
Megachile ituriana är en biart som beskrevs av Cockerell 1935. Megachile ituriana ingår i släktet tapetserarbin, och familjen buksamlarbin. Inga underarter finns listade i Catalogue of Life.